# Johnny Dixon
Johnny Dixon (Newcastle upon Tyne, 10 dicembre 1923 – Birmingham, 20 gennaio 2009) è stato un calciatore inglese, di ruolo attaccante.
È scomparso il 20 gennaio 2009 dopo aver sofferto, negli ultimi anni, di Alzheimer.

## Carriera
Ha giocato con l'Aston Villa dal 1945 fino al suo ritiro 1961, accumulando 430 presenze. È stato l'ultimo capitano dell'Aston Villa ad aver vinto la FA Cup.

## Palmarès

### Club

#### Competizioni nazionali
- Coppa d'Inghilterra: 1

Aston Villa: 1956-1957
- Coppa di Lega inglese: 1

Aston Villa: 1960-1961
- Campionato inglese di seconda divisione: 1

Aston Villa: 1959-1960